# Alan Davidson (escriptor culinari)

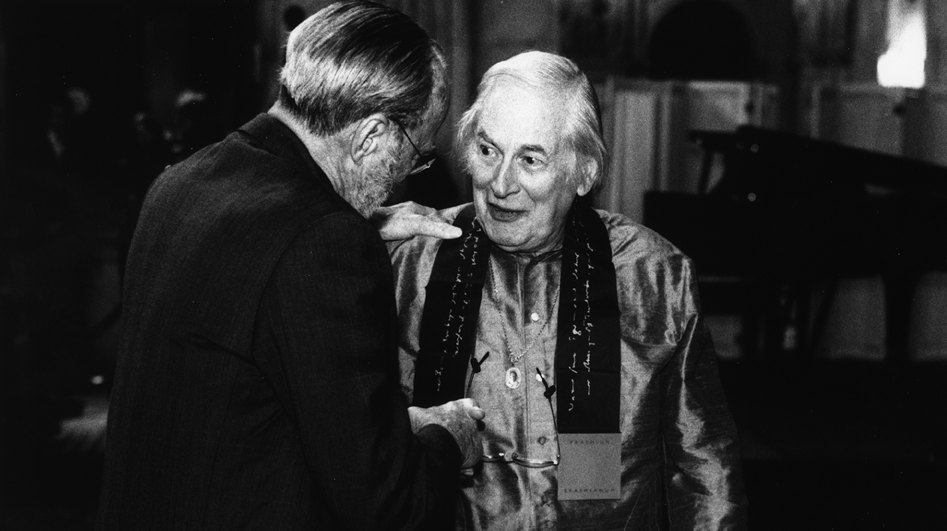
Alan Davidson
(Premi Erasmus 2003)

Alan Eaton Davidson va néixer a Londonderry, Irlanda del Nord (30 de març del 1924 - 2 de desembre de 2003). Va morir a l'edat de 79 anys. Va ser un diplomàtic i historiador britànic, conegut per haver escrit i editat moltes obres sobre el menjar i la gastronomia.

## Carrera
El 1948, Davidson es va unir a l'Oficina de Relacions Exteriors i es va exercir en càrrecs diplomàtics a Washington, Tunísia, Brussel·les, El Caire i l'Hague; Des del 1973 fins al 1975, va ser ambaixador a Laos. Mentre vivia a Tunísia, la seva esposa li va demanar que busqués un llibre de cuina sobre el peix perquè no reconeixia cap de les varietats locals. Això va ser seguit pels Seafood Of South East Asia (1976) i el North Atlantic Seafood (1979), per la qual va recórrer tota la regió, reunint a milers de receptes des de Portugal fins a Islàndia. Va ser un destacat expert en la cuina de Laos. El 1979 Davidson era Alistair Horne Research Fellow al St Antony's College, Symposium. En aquest mateix any va començar a editar Petits Propos Culinaires, una revista d'estudis sobre aliments. També va convocar un simposi sobre la història del menjar, que es va convertir en un esdeveniment anual conegut des de 1981 com l'Oxford Symposium of Food and Cookery.

## Obra
- Mediterranean Seafood, 1972
- Seafood of South-east Asia, 1976, 2003, ISBN 1-903018-23-4
- Fish and Fish Dishes of Laos, 1975, ISBN 0-907325-95-5
- Petits Propos Culinaires, 1979, ISSN 0142-7857
- North Atlantic Seafood, 1980, ISBN 978-1-58008-450-5
- Oxford Symposium on National & Regional Styles of Cookery, 1981
- Phia Sing: Traditional Recipes of Laos, 1981, ISBN 0-907325-02-5
- Food in Motion: the migration of foodstuffs and cookery techniques: proceedings, 1983
- On Fasting and Feasting: a personal collection of favourite writings on food and eating, 1988, ISBN 978-0-356-15637-8
- Seafood: a connoisseur’s guide and cookbook, 1989, ISBN 0-85533-752-4
- A Kipper with my Tea: selected food essays, 1990, ISBN 978-0-333-47408-2
- The Cook’s Room: a celebration of the heart of the home, 1991, ISBN 978-0-86824-456-3
- Fruit: a connoisseur’s guide and cookbook, 1991, ISBN 0-85533-903-9
- Oxford Companion to Food, 1999, ISBN 0-19-211579-0. Segona edició, 2006 ISBN 0-19-280681-5
- Trifle, 2001, ISBN 1-903018-19-6
- The wilder shores of gastronomy: twenty years of the best food writing from the journal "Petits Propos Culinaires", 2002, ISBN 1-58008-417-6
- The Penguin Companion to Food, 2002, ISBN 0-14-200163-5